# Ethylen-Copolymer-Bitumen
Ethylen-Copolymerisat-Bitumen (Kurzzeichen ECB) nach DIN 16729, ist die Werkstoffbezeichnung für ein schwarz gefärbtes Gemisch von Polyethylen-Copolymeren mit unterschiedlich hohen Anteilen an Bitumen. Letzteres ist homogen in die Polymermatrix eingelagert, sodass das Gemisch als rieselfähiges Granulat auf konventionellen Kunststoffverarbeitungsanlagen verarbeitet werden kann.

## Eigenschaften und Verwendung
In ECB sind die Eigenschaften aus Polyolefinen mit Bitumen vereinigt. Der eingelagerte Bitumenanteil wirkt insgesamt als Weichmacher sowie als inneres Gleitmittel. ECB zeichnet sich durch eine gute Zähigkeit, ein hohes biaxiales Dehnvermögen und Flexibilität auch bei tiefen Temperaturen aus. Daneben weist es eine hohe Beständigkeit gegen Wärmealterung und UV-Strahlen auf. ECB ist weitgehend witterungs- und alterungsbeständig sowie thermostabil.
Anwendungsgebiete:
- Dach- und Dichtungsbahnen[1] für Tunnel, Deponien, Wasserrückhaltebecken, Deiche
- Extrudate zum Kälte- und Feuchtigkeitsschutz
- Baufolien, Kaschierfolien, Verbundfolien
- Spritzgussteile für Bauzubehör, Räder, Schindeln, Standfüße
- Beschichtungen, z. B. für Rohrleitungen, Stahl- und Wassertanks als Korrosionsschutz
- Kabelschutz
- Schwingungsdämpfung z. B. durch profilierte Folien/Bandagen

## Handelsnamen
- Lucobit (Fa. Lucobit AG)